# Ангели, Луи
Луи Ангели (нем. Louis Angely; 1 февраля 1787 или 31 января 1787, Лейпциг, курфюршество Саксония — 16 ноября 1835, Берлин) — немецкий драматический писатель, актёр и театральный режиссёр XIX века.

## Биография
Луи Ангели родился 1 февраля 1787 года в Германии в городе Лейпциге.
Некоторое время работал актёром, играя в городах Остзейских провинций, потом был членом немецкой труппы в Санкт-Петербурге, в которой с успехом исполнял комические роли.
В 1828 году Ангели поступил актёром и режиссёром на сцену только что открывшегося в столице Германии городе Берлине Кёнигштедтского театра.

Согласно «ЭСБЕ»: 
Не обладая оригинальным талантом, он умел, однако, очень искусно переделывать французские пьесы и приспособлять их к немецким нравам. Из его комических пьес и водевилей имели большой успех: «Die Schneidermamsels», «Schülerschwänke», «Schlafrock und Uniform», «Die beiden Eifersüchtigen», «Die beiden Hofmeister», «Die Reise auf gemeinschaftliche Kosten», «Wohnungen zu vermieten» и особенно «Die sieben Mädchen in Uniform», «Paris in Pommern», «List und Phlegma» и «Das Fest der Handwerker». Сборник его театральных пьес издан под заглавием «Vaudevilles und Lustspiele» (4 т., Берлин, 1842).
В 1830 году Луи Ангели оставил сцену и спустя пять лет, 16 ноября 1835 года скончался.